# Одеський коньячний завод
ПрАТ "Одеський коньячний завод «Шустов»  — українське підприємство з виробництва бренді повного циклу, розташоване в Одесі. Спеціалізується на виробництві бренді та суміжних продуктів під торговою маркою «Shustoff». Є одним із найпотужніших підприємств галузі в Європі.

## Історія
Підприємство засноване в 1863 в Одесі торгово-промисловим товариством «Шустов та сини».
У 1900 компанії присуджено Гран-прі на Всесвітній виставці в Парижі, в результаті чого продукція заводу була удостоєна маркуватися під визначенням «коньяк» (фр. cognac), а не бренді.
До 1956 завод був єдиним виробником коньяку в Україні.
У 2002 на Одеському коньячному заводі запущено новий цех коньячного спиртокуріння.
Завод є підприємством повного циклу виробництва бренді за класичною французькою (Шарантською) технологією. Завод володіє значними площами власних елітних виноградників (близько 1 000 га). У розплідниках підприємства вирощують такі сорти винограду, як Шардоне, Рислінг Рейнський, Совіньйон Блан, Трамінер Рожевий, Піно Нуар, Піно Меньє, Піно Блан, Каберне Совіньйон, Мерло.
У сезон дистиляції на потужностях підприємства можна дистилювати до 1 000 літрів абсолютного алкоголю на добу — 10 тисяч пляшок бренді. Цех дистиляції заводу є одним з найбільших в Європі. Новий цех обладнаний апарати-аламбіками з червоної міді, що були виготовлені у Франції. Обладнання повністю змонтоване та запущене у виробництво французькою фірмою «Prulo».
На заводі в експлуатації перебуває близько 15 тисяч бочок, у яких витримуються бренді. Це найбільший парк бочок в Україні. Серед них є ємності, яким більше 100 років.

## Нагороди
У 2012 Європейська Бізнес Асамблея відзначила завод нагородою «Краще коньячне підприємство Європи». У 2013 році на честь 150-річчя Одеського коньячного заводу відкритий перший та єдиний в Україні Музей коньячної справи М. Л. Шустова.

## Галерея

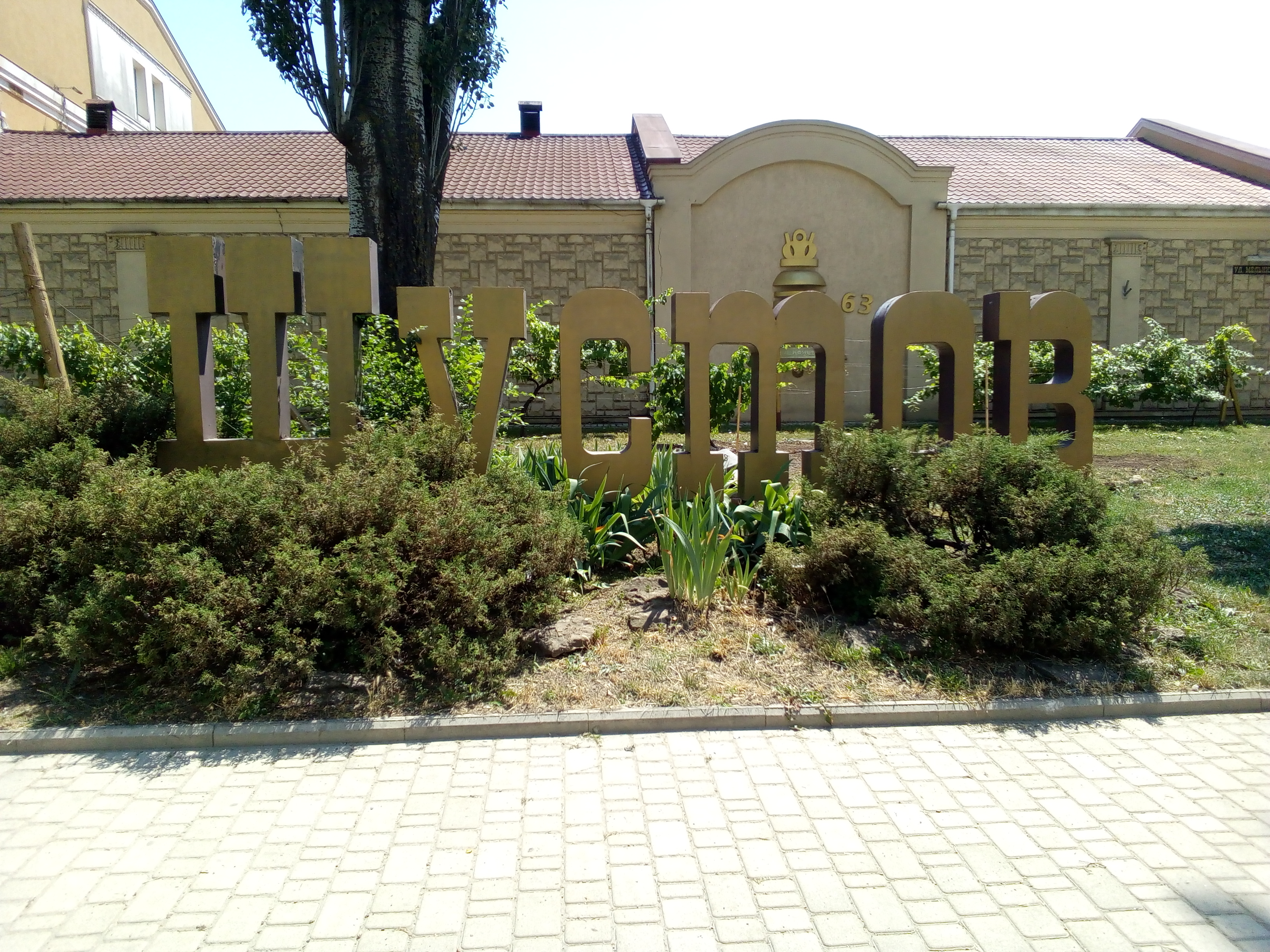
Одеський коньячний завод, вул. Мельницка, 13
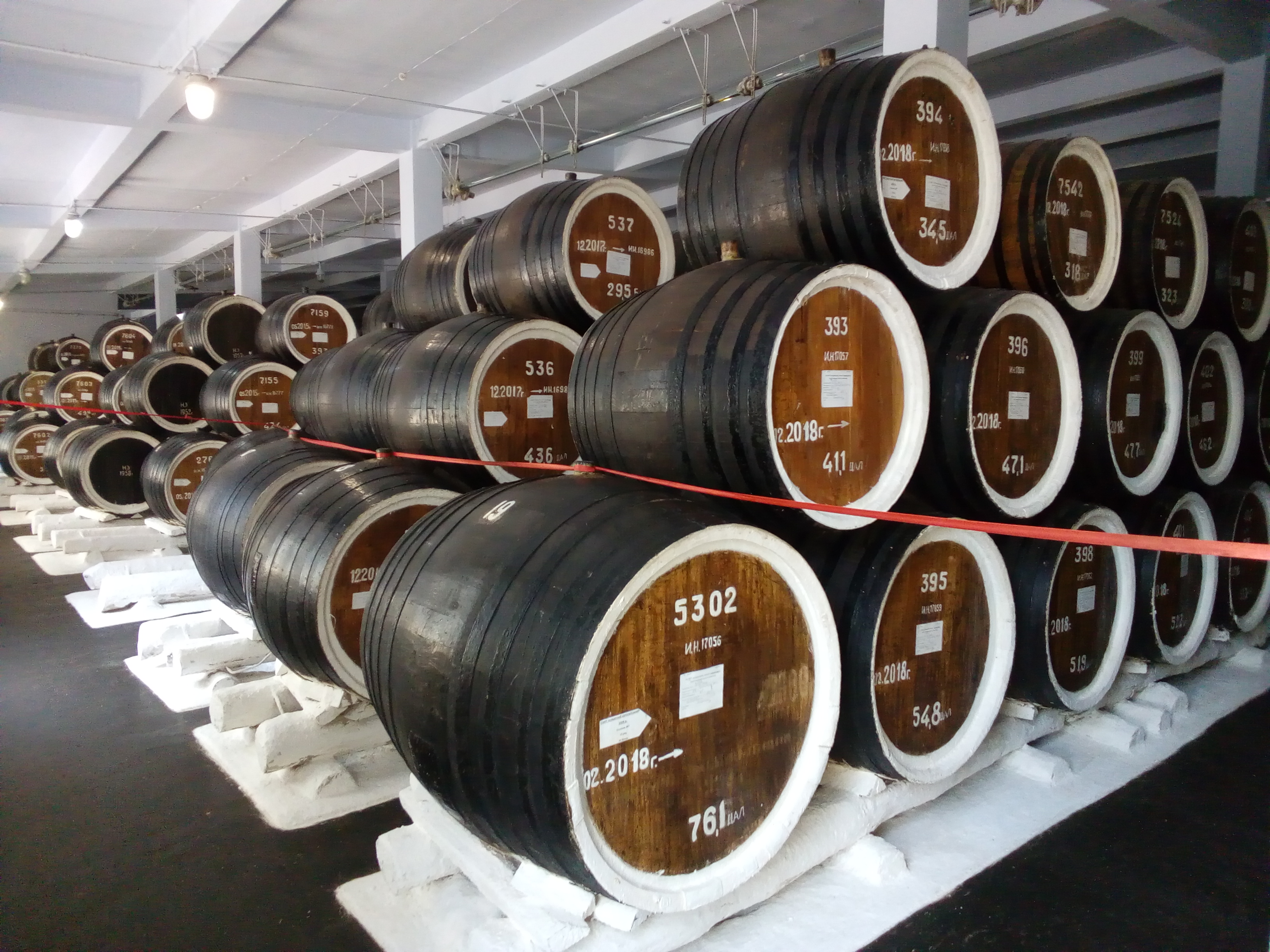
Цех витримки
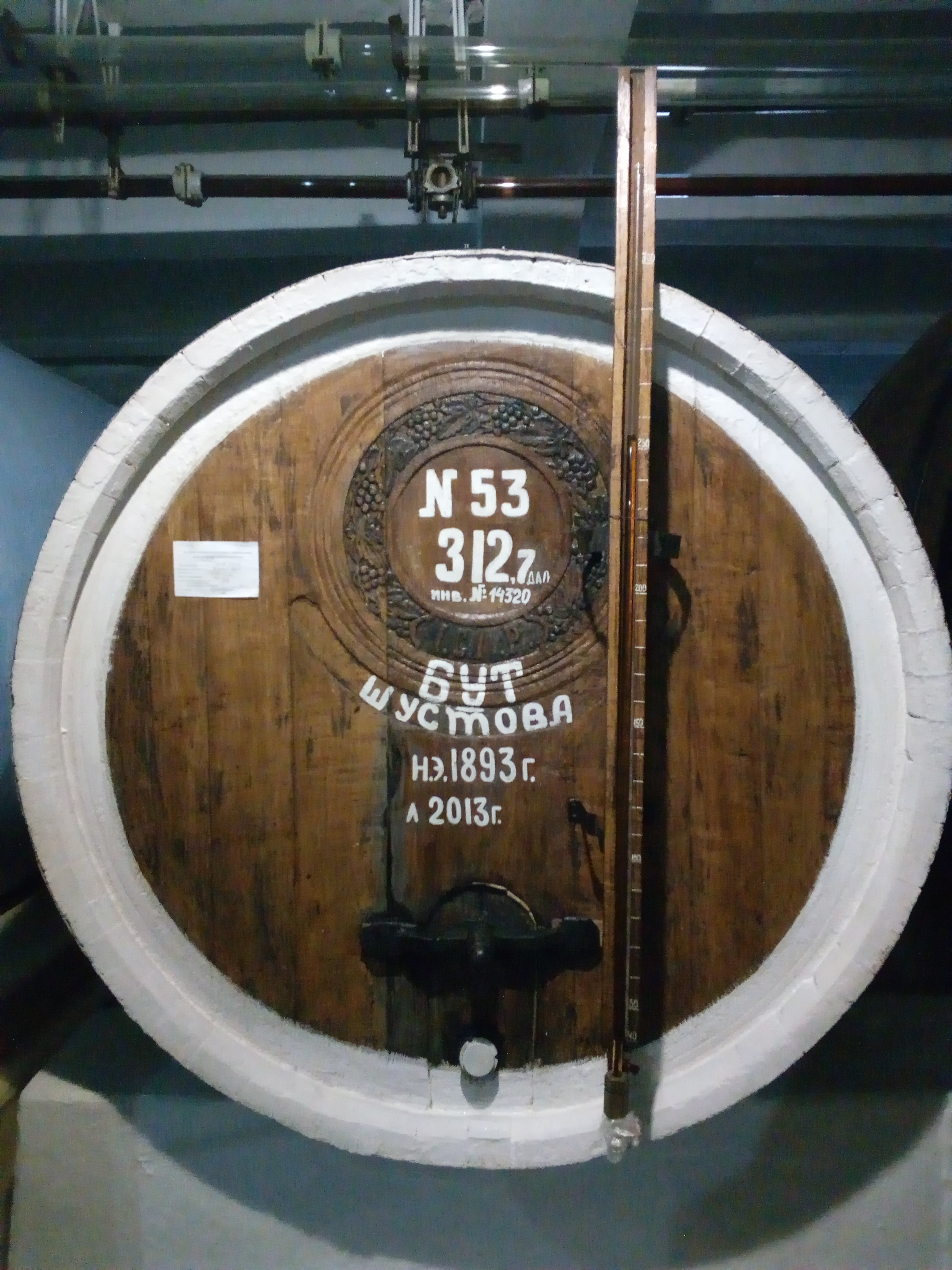
Бочка 1893 року